# 特魯多柳比夫卡 (新沃龍佐夫卡區)
47°26′52″N 33°41′48″E / 47.44778°N 33.69667°E
特魯多柳比夫卡（烏克蘭語：Трудолюбівка）是位於烏克蘭南部的村莊，由赫爾松州貝里斯拉夫區的新沃龍佐夫卡市鎮負責管轄。該村始建於1928年，面積81.6平方公里，海拔高度83米，2001年人口274，人口密度每平方公里3.4人。